# Venke Hoff
Venke Hoff, född okänt år, är en norsk gallerist och konstsamlare.
Venke Hoff har varit flygvärdinna på SAS.
Venke Hoff köpte 1998 Henningsvær fyr i fiskeläget Henningsvær i Lofoten. för att ha som fritidsbostad för familjen och utnyttjade den delvis som konstnärsresidens. Venke Hoff inköpte den nedlagda kaviarfabriken 2006 och utvecklade senare idén att visa familjens egna samtidskonst i byggnaden. Den privata konsthallen Kaviarfactory drivs av Venke Hoff sedan 2013. och är baserat på Rolf och Venke Hoffs samling av samtidskonst.
Venke Hoff är gift med Rolf Hoff. Paret har två barn.